# Muzeum Regionalne Ziemi Limanowskiej w Limanowej
Muzeum Regionalne Ziemi Limanowskiej w Limanowej – muzeum położone w Limanowej. Placówka jest gminną jednostką organizacyjną. Mieści się w pomieszczeniach Dworu Marsów, pochodzącego z przełomu XVIII i XIX wieku.
Muzeum powstało w 1970 roku, a wśród inicjatorów powstania placówki była liczna grupa osób, związanych z PTTK. Limanowski oddział Towarzystwa administrował muzeum do 1986 roku, kiedy to zostało ono przejęte przez gminę. Od początku istnienia placówka mieściła się w Dworze Marsów, zajmując najpierw część budynku, a po 1987 roku – jego całość.
Aktualnie muzeum posiada następujące ekspozycje: 
- etnograficzną, prezentującą tradycję i kulturę Lachów Limanowskich, Lachów Sądeckich, Zagórzan i Górali Łąckich (Białych),
- historyczno-artystyczną, obejmującą eksponaty związane z historią Limanowej i regionu (m.in. oryginały przywilejów królewskich oraz dokumentów lokacyjnych od XVI do XVIII wieku). W części artystycznej znajdują się prace autorstwa m.in. Maksymiliana Brożka, Kazimierza Kopczyńskiego oraz Antoniego Bieszczada.

Muzeum jest obiektem całorocznym, czynnym z wyjątkiem poniedziałków. Wstęp jest płatny.
W wyniku kontroli, przeprowadzonej przez pracowników Archiwum Państwowego w 2011 roku, ujawniono zaginięcie po 2009 roku cennych dokumentów związanych z historią miasta, m.in. przywileju lokacyjnego wydanego przez Zygmunta Augusta w 1565 roku oraz przywilejów miejskich nadanych przez Zygmunta III Wazę. W wyniku prowadzonego śledztwa na karę roku więzienia w zawieszeniu na trzy lata oraz zakaz zajmowania stanowisk kierowniczych oraz wykonywania zawodu muzealnika przez trzy lata za niedopełnienie obowiązków służbowych skazany został ówczesny dyrektor muzeum.